# Елена Делбанко
Елена Делбанко (на английски: Elena Delbanco) е американска преподавателка и писателка на произведения в жанра драма.

## Биография и творчество
Елена Картър Делбанко е родена през 1944 г. в САЩ. Дъщеря е на известният виолончелист Бернард Грийнхаус, един от основателите на музикалното трио „Beaux Arts“ (1955 – 2008).
След дипломирането си работи журналист и редактор. Работи като асоцииран директор в колежа „Бенингтън“ във Върмонт, където със съпруга си и Джон Гарднър, основават семинари по творческо писане. През 1987 г. се премества в Училището за публична политика „Джералд Р. Форд“ към Университета на Мичиган в Ан Арбър, където преподава в продължение на 27 години, преди да се пенсионира.
Първият ѝ роман „Сребърният лебед“ е издаден през 2016 г. Той е вдъхновен от историята и съдбата на известното 300-годишно виолончело на Антонио Страдивариус от 1707 г. с наименование „Графинята на Стайнлайн“, на което е свирел самият Николо Паганини, и което е било собственост на баща ѝ. След смъртта му през 2011 г., инструментът е продаден на търг от Делбанко на покровителка на изкуствата от Монреал, която го предоставя за концерти на видни изпълнители.
В романа главни герои са Мариана, дъщерята на виртуоза Александър Фелдмън и талантлива негова ученичка, и друг негов ученик, швейцареца Клод, син на негова близка приятелка. Фелдмън е собственик на легендарно виолончело „Сребърният лебед“ на Страдивариус, което завещава не на дъщеря си, а на Клод. Историята показва отдадеността, която се изисква, за да стигнеш до върха и какви жертви в личния живот са необходими да бъдат принесени в името на музиката.
Елена Делбанко е омъжена за писателя Николас Делбанко, с когото имат две дъщери. Живее със семейството си в Ан Арбър.

## Произведения

### Самостоятелни романи
- The Silver Swan (2015)
Сребърният лебед, изд.: „Сиела“, София (2016), прев. Анелия Данилова